# احمد خیامی
احمد خیامی (زادهٔ اسفند ۱۳۰۳، مشهد کوچه سرشور حرم مطهر – درگذشتهٔ ۷ خرداد ۱۳۷۹، کانادا) کارآفرین، صنعتگر، عضو اتاق بازرگانی تهران، نخبه اقتصادی و پدر صنعت خودرو ایران و مؤسس شرکت ایران ناسیونال و بانک صنعت و معدن و فروشگاه‌های کوروش بود که با برادر کوچکترش محمود خیامی برای اولین بار در ایران دست به تولید انبوه اتوبوس، مینی بوس و سواری زدند و موفقیت‌های بسیاری به‌دست آوردند. فعالیت‌های عظیم اقتصادی احمد و محمود خیامی تا سال ۱۳۵۷ در ایران ادامه یافت تا اینکه در جریان مصادره‌های ابتدای انقلاب، تمامی اموال برادران خیامی مصادره شد و آنها ایران را ترک کردند.
خانواده خیامی، خانواده‌ای سنتی بودند از طبقه متوسط جامعه. پدر بازاری بود و خانه شان در محله سرشور قرار داشت که افراد سرشناس زیادی در آن زندگی می‌کردند. احمد خیامی، خانه کودکی اش را این‌طور توصیف می‌کند: «طرف منزل ما بازاری به طول هفتصد متر به نام بازار سرشور و حمامی به اسم حمام شاه ساخته بودند».

## زندگی‌نامه
احمد فرزند علی‌اکبر خیامی و اصالتاً مشهدی بود. پدربزرگ او عبدالله خیامی از مشروطه خواهان فعال عصر خود بود. پدر احمد خیامی کامیون‌دار بود. ارتش شوروی که در دوران جنگ جهانی اول مشهد را اشغال کرده بود، کامیون‌های او را مصادره و پس از پایان جنگ به شوروی منتقل کرد. علی اکبر خیامی از آن پس مکان توقف گاه کامیون‌ها را تبدیل به تعمیرگاه کامیون نموده به کسب و کار ادامه داد. احمد و برادرش محمود کار را با راه اندازی کارواش در گاراژ پدر آغاز کردند. او در مورد علاقه‌ای که به اتومبیل داشت می‌گوید: «در سرمای زمستان آنقدر روی اتومبیل‌ها کار می‌کردم که دست‌هایم ترک می‌خورد و بنابراین ناچار می‌شدم پیه داغ‌کرده روی آن بریزم تا زخم‌هایم التیام پیدا کند.»
به دلیل روحیه پیشرفت و پشتکار زیاد و همچنین نبوغ ذاتی و علاقه به صنعت خودرو ابتدا به خرید و فروش خودرو و قطعات خودرو روی آوردند سپس به تهران رفته و در آنجا در سال ۱۳۴۲ با دریافت مجوز اتوبوس سازی، اولین قدم را در راه خودروسازی برداشتند؛ و در سال ۱۳۴۶ خط تولید خودرو سواری پیکان را راه اندازی کردند. از نکات جالب و بارز برادران خیامی، توجه به مسائل رفاهی و معیشتی کارگران ایران ناسیونال بود که به تأسیس باشگاه فوتبال پیکان و ساخت و احداث شهرک پیکان‌شهر در مجاورت کارخانه برای سکونت کارگران ایران ناسیونال و وعده غذایی رایگان برای کلیه کارگران انجامید.
به گفته احمد خیامی در کتاب خاطراتش «پیکان سرنوشت ما/ نوشته مهدی خیامی» بعد از مدتی محمود از احمد درخواست جدایی می‌کند و احمد که از ابتدا رؤیای تولید ۱۰۰ درصد قطعات خودرو در داخل کشور را در سر داشت و در آن سالها با سرعت زیادی به هدفش نزدیک می‌شد، پس از این درخواست محمود که او را بیشتر از جانش دوست می‌داشت سهم خود را از ایران ناسیونال به محمود واگذار می‌کند و پس از آن اقدام به تأسیس فروشگاه‌های زنجیره‌ای کوروش، کارخانه جامکو و کارخانه مبلیران (اولین کارخانه مبل در ایران) می‌کند.
تأسیس فروشگاه‌های کوروش (بعد از انقلاب فروشگاه قدس نام گرفت) که شبیه فروشگاه‌های هایپر استار و شهروند کنونی بود در آن زمان بسیار کار بزرگ و پر سر و صدایی بود که کمک زیادی به کاهش سرعت تورم می‌کند و موجب ثبات قیمت کالاهای اساسی به دلیل رقابتی شدن فروش محصولات و کوتاه شدن دست دلالان و پایان انحصارگری آنها در چنین فروشگاه‌هایی می‌گردد.
جالب است بدانید آهنگ معروف «تولدت مبارک» برای اولین تولد پیکان به درخواست محمود و احمد خیامی توسط انوشیروان روحانی ساخته شده است.
احمد خیامی در کتاب «پیکان سرنوشت ما» توضیح می‌دهد که برای تأسیس کارخانه ایران ناسیونال با امکانات آن زمان چقدر دچار رنج و مشقت شده‌اند و خرید، انتقال و نصب تأسیسات و تجهیزات کارخانه و حتی انتخاب نوع خودرو برای تولید، هر کدام برای خود داستان مفصل و مشکلاتی داشته است و چه سختی‌ها و خون جگرها که این ۲ برادر برای راه اندازی کارخانه تولید خودرو در ایران بر خود دیده‌اند.
برادران خیامی در طول دوران تصدیشان حمایت زیادی از کارگران کارخانجات ایران ناسیونال در زمینه‌های مختلف رفاهی، اجتماعی، معیشتی، دینی، ورزشی و خانوادگی می‌کردند و علاوه بر آن تمام سعیشان بر این بود خودرویی کاملاً ملی و داخلی با کیفیتی بالا و ارزان در اختیار هم میهنان خود قرار دهند.
برادران خیامی تا جایی برای مشتریان خود ارزش قائل بودند که وقتی ارزش ریال ایران در مقابل دلار بالا رفت و هزینه تولید خودرو برای خیامی‌ها ارزان‌تر تمام شد، طی فراخوانی اعلام کردند هرکس در آن تاریخ از آنها پیکان خریده است می‌تواند مبلغ ۵۸۰ تومان را از کارخانه ایران ناسیونال باز پس بگیرد (به گفته احمد خیامی در کتاب «پیکان سرنوشت ما» قیمت خودرو پیکان در آن مقطع ۱۵۰۰۰ تومان به‌صورت قسطی بدون بهره بوده است).
بعد از انقلاب ۱۳۵۷ تمامی اموال برادران خیامی مصادره شد و آنها ایران را ترک کردند. احمد خیامی سه پسر به نام‌های سعید و حمید و مهدی دارد. مهدی خیامی کتابی به نام «پیکان سرنوشت ما» را با استفاده از نوشته‌ها و خاطرات احمد خیامی به قلم تحریر درآورد. احمد خیامی در سال ۱۳۷۹ در سن ۷۵ سالگی در کانادا درگذشت و در لس آنجلس به خاک سپرده شد.
دکتر رضا یادگاری (کارآفرین اثر گذار ملی و مدیرعامل باشگاه توسعه کسب و کار یونسکو) و دکتر مهشید سنایی فرد بنیانگذاران مجموعه کتابهای ۱۰۰۰ جلدی زندگی‌نامه کارآفرینان و مدیران بزرگ ایرانی (رکورددار کتاب‌های کارآفرینی در سایت جهانی آمازون و برندگان جایزه ملی جلال احمد به پاس دو دهه نگارش ادبیات اقتصادی ایران) بِه همراه دکتر علی نظامی فرد به عنوان مشاور پژوهشی، کتابی را تحت نام کارآفرینی به شیوه برادران خیامی برای دانشگاه بهشتی نوشتند که مورد استقبال دانشجویان و کارآفرینان بزرگ ایرانی قرار گرفت.